# 罗曼·罗曼年科
罗曼·尤里耶维奇·罗曼年科（俄语：Рома́н Ю́рьевич Романе́нко，羅馬化：Roman Yurievich Romanenko，1971年8月9日—）是俄罗斯政治人物，已退役宇航员，世界第495位宇航员，俄罗斯第103位宇航员。

## 早年
出生于宇航员世家，他的父亲尤里·罗曼年科曾经三次飞往太空。1988年毕业于列宁格勒苏沃洛夫军事学校。1988年进入切尔尼戈夫空军飞行员学校，1992年毕业，获得飞行员工程师资格。

## 宇航员生涯
1997年12月被选为加加林宇航员培训中心测试宇航员候选人。1997年12月至1999年11月，完成了所有航天基础训练。1999年11月，在成功通过所有考验后获得了测试宇航员资格。

### 远征20/21
2009年5月27日10时34分，联盟TMA-15携带罗曼年科、弗兰克·德温内和罗伯特·瑟斯克从哈萨克斯坦拜科努尔发射场成功升空。
2009年12月1日7时15分，联盟TMA-15成功降落在哈萨克斯坦大草原上。

### 远征34/35
2012年12月19日12时12分，俄联盟-FG运载火箭携联盟TMA-07M号载人飞船在哈萨克斯坦境内的拜科努尔发射场起飞，随后载人飞船与火箭第三级成功实现分离，并进入预定轨道飞行。其中罗曼年科是飞船的指令长。
2013年4月19日下午14时03分，他和帕维尔·维诺格拉多夫打开舱门，进行了6小时38分钟的舱外活动。这次太空行走的主要任务是安装并启动太空实验装置“情况”，以便研究“超级航天器”与电离层在国际空间站近表层区域的相互作用。另一项任务是更换星辰号服务舱大气透射计的照準器。
2013年5月14日2时31分，他和队员乘坐联盟TMA-07M在哈萨克斯坦东南部安全着陆。
统计
| # | 往返载具    | 发射时间（UTC）        | 任务代号  | 着陆时间（UTC）      | 时长总计      | 舱外活动次数 | 舱外活动时长 |
| - | ----------- | ---------------------- | --------- | -------------------- | ------------- | ------------ | ------------ |
| 1 | 联盟TMA-15  | 2009年5月27日10时34分  | 远征20/21 | 2009年12月1日7时15分 | 187日20时41分 | 0            | 0            |
| 2 | 联盟TMA-07M | 2012年12月19日12时12分 | 远征34/35 | 2013年5月14日2时31分 | 145日14时19分 | 1            | 6时38分      |
|   |             |                        |           |                      | 333日11时0分  | 1            | 6时38分      |

## 退役
2015年10月12日，他因成功当选第七届国家杜马议员而从宇航员队退役。10月14日就任统一俄罗斯党代表阿穆尔州的国家杜马议员。

## 荣誉
- 俄罗斯联邦宇航员和俄罗斯联邦英雄（2010年）
- 四级“祖国功勋”勋章（2015年）[10]
- 太空探索优异奖章（2011年）[11]
- 比利時皇冠勋章指挥官勋位（2011年）[12]